# Ohníč
Ohníč (tyska Wohontsch) är en by och en kommun i regionen Ústí nad Labem i nordvästra Tjeckien. Ohníč, som för första gången nämns i ett dokument från år 1404, hade 713 invånare år 2024.